# Cable Aéreo Mariquita - Manizales
El Cable Aéreo fue un medio de transporte que comunicaba a Mariquita (Tolima) con la ciudad de Manizales (Caldas). Fue una de las más importantes obras de ingeniería realizadas en Colombia, como respuesta a la difícil topografía de la región que dificultaba la construcción de un ferrocarril.

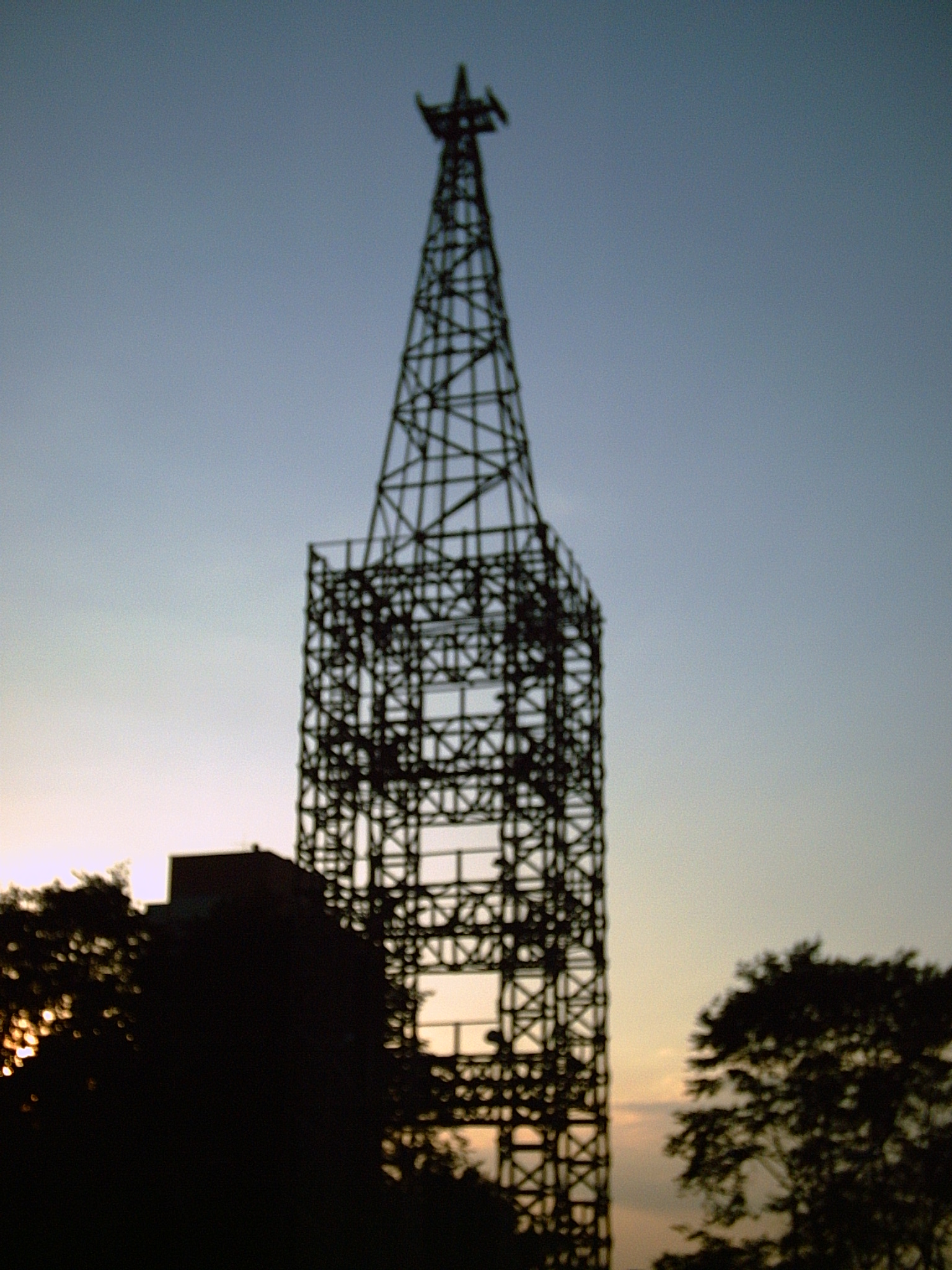
Torre de Herveo, una de las muchas estructuras del sistema ubicada inicialmente en el municipio homónimo, actualmente localizada en Manizales.

## Historia
Hasta principios del siglo XX, las vías que comunicaban a  la ciudad de Manizales, con los puertos sobre el río Magdalena  y el Llano del Tolima, fueron principalmente los caminos de herradura, principalmente los de Aguacatal y de La Moravia. El primero atravesaba a Herveo por su parte central, entrando por la Vereda Holdon, en el límite con Fresno, cruzando el río Aguacatal, al que debe su nombre, pasando por su Cabecera Municipal y subiendo por el Páramo de Letras, en dirección hacia Manizales. Por su parte, el Camino de La Moravia, atravesaba  Herveo, por el oriente, en los límites con el Municipio de Marulanda, entraba por Padua (llamada Guarumo, en aquel tiempo), procedente de Fresno y Mariquita, avanzaba cordillera arriba cruzando la vereda de Mesones y bajando para atravesar el río Perrillo, hasta encontrar la vereda El Brasil, donde había fondas camineras y hospedaje para los arrieros y continuaba su recorrido detrás del Volcán de Cerro Bravo, en busca de la ciudad de Manizales. 

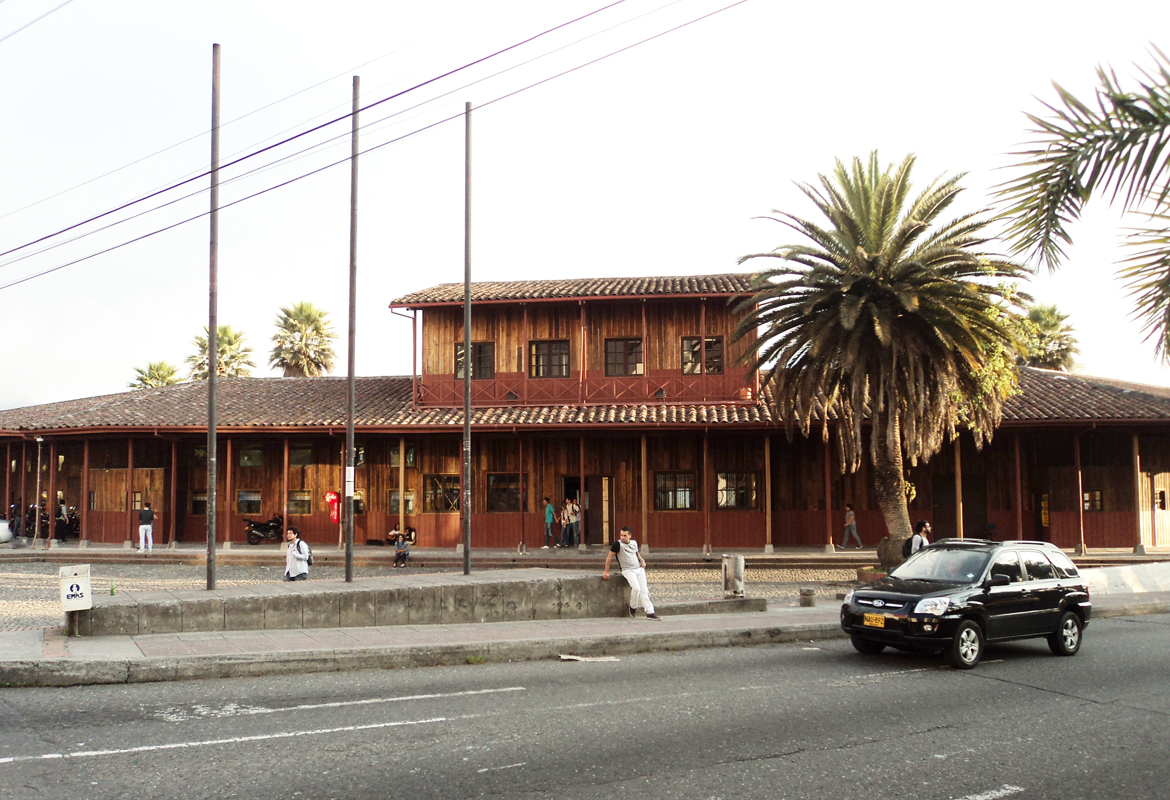
Estación la Camelia(El Cable) en Manizales.

En la primera década del siglo XX, una compañía inglesa llamada The Ropeway Extensión, obtuvo una concesión del Estado Colombiano para construir un Cable Aéreo, que cubriría una extensión aproximada de 72 kilómetros, uniendo las ciudades de Mariquita, en el Tolima y Manizales en el Departamento de Caldas, generando en la región un moderno medio para el transporte de carga y activando el comercio de productos y servicios entre las dos regiones.
Los trabajos de exploración empiezan hacia 1912 y los ejecuta  James F. Lindsay, un ingeniero civil nacido en Nueva Zelanda. La construcción del que sería en su momento, el cable aéreo más largo del mundo, comenzó en 1914, coincidiendo con el inicio de la Primera Guerra Mundial. Como toda la maquinaria, herramientas, insumos y provisiones necesarios para la obra, eran traídos desde Inglaterra y transportados a lomo de mula y de buey, hasta estas alturas, después de atravesar el Océano Atlántico y de realizar un largo viaje por el río Magdalena hasta Honda, el enfrentamiento bélico, llenó de dificultades el desarrollo de la misma. El primer tramo fue de Mariquita – Soledad (hoy Herveo), fue inaugurado en marzo de 1914. Debido a la guerra que asolaba a Europa, las obras fueron suspendidas casi en su totalidad, hasta su reinicio en 1916 y culminaron con éxito, seis años más tarde en la Estación de la Camelia, en Manizales inaugurándose oficialmente  el 22 de enero de 1922, tras cerca de 45 años de funcionamiento, el Cable silenció sus máquinas e indemnizó a sus trabajadores el 20 de octubre de 1967, cuando las carreteras iniciaron una nueva época en el transporte de pasajeros y de mercancías, en Colombia. 

### Influencia en la construcción de otros cables
El éxito de este primer cable aéreo en su tiempo impulsó a los colombianos a proyectar varios sistemas similares para solucionar sus problemas de transporte. En la década de 1920 se construyeron 4 funiculares. Caldas se sirvió de la red de cables aéreos más extensa del mundo.
- El cable aéreo Manizales Aranzazu: Su destino previsto era Aguadas. Transportó entre Aranzazu y Manizales 1.1 millones de pasajeros y 200 mil toneladas de carga. Operó desde 1928 hasta 1942.[2]

- El proyecto del cable hasta el océano Pacífico avanzó solo 10 km entre Manizales y la Estación de Malabrigo. Operó desde 1929 hasta 1935 con servicio de carga y pasajeros.

- Después de los incendios de la ciudad, Manizales se conectó con Villamaría mediante un funicular de 2 km para pasajeros y carga que prestó servicio solo por 3 años.

- También se proyectó un cable de 170 km para comunicar a Cúcuta (desde Gamarra) con el Río Magdalena. Por diversas razones se construyeron solo 6.8 km hasta Ocaña entre 1928 y 1947. Transportó 350 mil pasajeros y 220 mil toneladas de carga.

## Estaciones
El sistema contaba con 22 estaciones, las cuales eran (en orden de recorrido Mariquita - Manizales):
| Número | Estación                   | Sección        | Potencia del motor (en bhp) | Torres | Poleas | Cota (metros) | m s. n. m. |
| ------ | -------------------------- | -------------- | --------------------------- | ------ | ------ | ------------- | ---------- |
| 1      | Mariquita                  | 1 Inicial      |                             | 60     | 358    | 0             | 460        |
| 2      | San Diego                  | 1              | 56                          |        |        | 5000          |            |
| 3      | Aguas Claras               | 1 une con la 2 |                             | 63     | 420    | 10880         |            |
| 4      | Fresno                     | 2              | 55                          |        |        | 16122         | 1498       |
| 5      | Campeón                    | 2 une con la 3 |                             | 47     | 324    | 21906         |            |
| 6      | Picota                     | 3              | 48                          |        |        | 26356         | 1536       |
| 7      | Holdown (Holdon)           | 3              |                             |        |        | 27575         | 1607       |
| 8      | Ángulo A                   | 3              |                             |        |        | 28772         | 1841       |
| 9      | Ángulo B                   | 3              |                             |        |        | 31467         | 1660       |
| 10     | Cedral                     | 3 une con la 4 |                             | 49     | 284    | 32582         |            |
| 11     | Soledad. Ángulo C (Herveo) | 4              |                             |        |        | 35487         |            |
| 12     | Frutillo                   | 4              | 72                          |        |        | 37636         | 2315       |
| 13     | Yolombal                   | 4 une con la 5 | 26                          | 10     | 72     | 42308         |            |
| 14     | Toldaseca                  | 5 une con la 6 |                             | 66     | 328    | 44907         |            |
| 15     | Sorbetonal/Ángulo E        | 6              |                             |        |        | 46616         | 3500       |
| 16     | Cajones                    | 6              | 50                          |        |        | 49796         | 3675       |
| 17     | Laguneta/Ángulo F          | 6              |                             |        |        | 54751         | 3316       |
| 18     | Esperanza Este             | 6 une con la 7 |                             | 47     | 272    | 56054         |            |
| 19     | Esperanza Oeste (Papal)    | 7              | 67                          |        |        | 59493         | 2924       |
| 20     | Miraflores                 | 7 une con la 8 |                             | 22     | 124    | 64144         |            |
| 21     | Buenavista                 | 8 une con la 9 | 27                          | 11     | 81     | 68925         |            |
| 22     | Manizales (La Camelia)     | 9 Terminal     | 26                          | ---    | ---    | 71823         | 2060       |
|        | TOTALES                    |                | 427                         | 375    | 2263   | 71823         |            |

Nota: la tabla debe interpretarse de la siguiente forma: la sección 3 del cable cubría el territorio entre la estación 5-Campeón y la estación 10-Cedral. Dicho tramo estaba impulsado por un motor de 48 BHP ubicado en la estación Picota; adicionalmente ese tramo entre las estaciones 5 y 10 tenía 47 torres con 324 poleas.

## Datos
- 71.823 metros de longitud.
- 375 torres de acero (a excepción de la Torre de Herveo la cual es de madera), cuyas alturas oscilaban entre los 4 y los 55 metros, distribuidas en 15 secciones.
- Las vagonetas (que era donde se llevaba la carga), estaban impulsadas por 8 motores de 140 caballos de fuerza cada uno. Viajaban a 2 m/s y tomaban 10 horas para el recorrido, donde los bueyes que reemplazó gastaban 10 días.
- 22 estaciones, construidas en madera.
- El costo total de la obra fue de £424 800.
- En su vida útil acarreó un millón y medio de toneladas.
- Al iniciarse el servicio en 1920 en Caldas había 40 millones de árboles de café. Gracias a las nuevas facilidades de transporte el número de cafeteros llegó a 95 millones en 1932.